# Чиша
Чѝша (на полски: Cisza) е село в Централна Полша, Лодзко войводство, Белхатовски окръг, Община Клюки. Според Полската статистическа служба към 31 декември 2009 г. селото има 66 жители.

## Местоположение
Разположено е на около 9 km северно от общинския център Клюки.